# Битва при Бёблингене
Битва при Бёблингене 12 мая 1525 года — одно из сражений Крестьянской войны в Германии, которое произошло у города Бёблинген в Вюртемберге. Войско феодалов во главе с трухзесом Георгом фон Вальдбургом разгромило крестьян. Шедший на помощь повстанцам Ульрих Вюртембергский опоздал примерно на час и отступил без боя.